# Olympische Sommerspiele 2024/Teilnehmer (Suriname)
| Gelbes Symbol für Goldmedaillen mit stilisierten Olympischen Ringen | Graues Symbol für Silbermedaillen mit stilisierten Olympischen Ringen | Braundes Symbol für Bronzemedaillen mit stilisierten Olympischen Ringen |
| ------------------------------------------------------------------- | --------------------------------------------------------------------- | ----------------------------------------------------------------------- |
| —                                                                   | —                                                                     | —                                                                       |

Suriname nahm an den Olympischen Spielen 2024 vom 26. Juli bis zum 11. August 2024 in Paris teil. Es war die insgesamt 15. Teilnahme an Olympischen Sommerspielen.
Für die Eröffnungsfeier wurde der Schwimmer Irvin Hoost zum Fahnenträger der Mannschaft von Suriname ernannt.

## Teilnehmer nach Sportarten

### Badminton
Für die Teilnahme am Einzelwettbewerb der Männer erhielt Sören Opti eine Wildcard.
| Athleten   | Wettbewerb | Gruppenphase | Gruppenphase        | Gruppenphase | Gruppenphase | Achtelfinale  | Achtelfinale  | Viertelfinale | Viertelfinale | Halbfinale    | Halbfinale    | Finale / Platz 3 | Finale / Platz 3 | Rang |
| Athleten   | Wettbewerb | Gegner       | Ergebnis            | Punkte       | Rang         | Gegner        | Ergebnis      | Gegner        | Ergebnis      | Gegner        | Ergebnis      | Gegner           | Ergebnis         | Rang |
| ---------- | ---------- | ------------ | ------------------- | ------------ | ------------ | ------------- | ------------- | ------------- | ------------- | ------------- | ------------- | ---------------- | ---------------- | ---- |
| Männer     |            |              |                     |              |              |               |               |               |               |               |               |                  |                  |      |
| Sören Opti | Einzel     | G. Toti      | 0:1 (8:21, 1:4 RET) | 0            | RET          | ausgeschieden | ausgeschieden | ausgeschieden | ausgeschieden | ausgeschieden | ausgeschieden | ausgeschieden    | ausgeschieden    | 38   |
| Sören Opti | Einzel     | Shi Y.       | 0:2 (5:21, 7:21)    | 0            | RET          | ausgeschieden | ausgeschieden | ausgeschieden | ausgeschieden | ausgeschieden | ausgeschieden | ausgeschieden    | ausgeschieden    | 38   |

### Leichtathletik
Laufen und Gehen
| Athleten    | Wettbewerb | Vorlauf | Vorlauf | Halbfinale    | Halbfinale    | Finale        | Finale        | Rang          |
| Athleten    | Wettbewerb | Zeit    | Rang    | Zeit          | Rang          | Zeit          | Rang          | Rang          |
| ----------- | ---------- | ------- | ------- | ------------- | ------------- | ------------- | ------------- | ------------- |
| Männer      |            |         |         |               |               |               |               |               |
| Jalen Lisse | 100 m      | 10,64 s | 4       | ausgeschieden | ausgeschieden | ausgeschieden | ausgeschieden | ausgeschieden |

### Radsport
Über die Keirin-Qualifikationsrangliste der Männer erhielt Suriname einen Startplatz im Keirin und Sprint.

#### Bahn
| Athleten        | Wettbewerb | Rang |
| --------------- | ---------- | ---- |
| Männer          |            |      |
| Jaïr Tjon En Fa | Sprint     | 16   |
| Jaïr Tjon En Fa | Keirin     | 23   |

### Schwimmen
| Athleten        | Wettbewerb     | Vorlauf | Vorlauf | Halbfinale    | Halbfinale    | Finale        | Finale        | Rang |
| Athleten        | Wettbewerb     | Zeit    | Rang    | Zeit          | Rang          | Zeit          | Rang          | Rang |
| --------------- | -------------- | ------- | ------- | ------------- | ------------- | ------------- | ------------- | ---- |
| Frauen          |                |         |         |               |               |               |               |      |
| Kaelyn Djoparto | 50 m Freistil  | 29,99 s | 61      | ausgeschieden | ausgeschieden | ausgeschieden | ausgeschieden | 61   |
| Männer          |                |         |         |               |               |               |               |      |
| Irvin Hoost     | 100 m Freistil | 52,99 s | 68      | ausgeschieden | ausgeschieden | ausgeschieden | ausgeschieden | 68   |